# Cam Ranh
Cam Ranh wymowaⓘ – miasto w Wietnamie, w prowincji Khánh Hòa, nad zatoką Cam Ranh. 
W 1978 r. , po opanowaniu południowego Wietnamu przez komunistów Kreml uzyskał dostęp do dawnej amerykańskiej bazy w Cam Ranh, w której stacjonować mogło 30 sowieckich okrętów wojennych i łodzi podwodnych z rakietami uzbrojonymi w głowice nuklearne. Wzmocniło to poważnie sowiecką obecność w tym regionie.